# Flammen (Schulhoff)
Flammen (Flammor) är en opera i två akter och tio scener med musik av Erwin Schulhoff. Det tjeckiska originallibrettot skrevs av Karel Josef Beneš. Operan hade premiär på Nationalteatern (Národní Divadlo na Veveří) i Brno den 27 januari 1932 på tjeckiska med titeln Plameny. Den spelades inte igen förrän på 1990-talet då den framfördes i en tysk översättning av Max Brod som Flammen. Historien är en surrealistisk återberättelse av Don Juan-legenden med inslag från legenden om Den vandrande juden, och stark påverkan av Freudiansk psykologi. Don Juan döms till att leva för evigt.

## Bakgrund och uppförandehistorik
Kort tid efter Schulhoffs ankomst till Prag 1923 mötte han Leoš Janáčeks vän Max Brod och diskuterade med honom möjligheten att skriva en opera byggd på legenden om Don Juan. Brod föreslog att ett nytt versdrama av den tjeckiska författaren Karel Josef Beneš (1896–1969) möjligen kunde vara en lämplig bas som libretto och presenterade Beneš för Schulhoff. De båda började arbeta medan Brod översatte texten till tyska.
Schulhoff slutförde operan 1929. Den hade premiär tre år senare på Veveří National Theatre i Brno den 27 januari 1932, framförd på tjeckiska som Plameny. Schulhoffs detaljerade scenanvisningar krävde dekorer med ett "genomgående mörker, med inslag av avslöjande skimror av ljus och färg". Scenografin återspeglas av skuggkörer med kommentarer om verbala bilder av färg och ljus. Premiären var ett misslyckande och operan uppfördes inte i Tjeckoslovakien igen. Uppkomsten av Nazistpartiet i Tyskland och dess kampanj mot så kallad Entartete Musik förhindrade den tyska premiären som var planerad i Berlin med Erich Kleiber som dirigent. Schulhoffs förlag, Universal Edition, publicerade inte partituret, och operan uppfördes inte igen under Schulhoffs livstid.
1995 sattes operan upp i Leipzig under ledning av Udo Zimmermann. Den framfördes med titeln Flammen och använde Brods tyska text med några strykningar i musiken. Flammen uppfördes ånyo på en konsert i maj 2005 under ledning av Edo de Waart på Amsterdams Concertgebouw. Den österrikiska premiären ägde rum 2006 på KlangBogen Wien Festival. Den uppsättningen, regisserad av Keith Warner och dirigerad av Bertrand de Billy, var öppningsnummer den 7 augusti 2006 på Theater an der Wien i Wien. Operan var ett av tre verk baserad på Don Juan-legenden som framfördes den sommaren; de andra var Mozarts Don Giovanni och Erik Højsgaards Don Juan Returns from the War. 2008 framfördes Flammen åter i Tyskland i en ny uppsättning regisserad av Urs Häberli på Pfalztheater i Kaiserslautern.

## Roller
Vid premiären 1932 sjöngs rollerna som Donna Anna och Nunnan/Marguerite/Kvinnan av två separata sopraner men av en enda vid inspelningen på Decca 1995 och vid uppsättningen i Wien 2006.
| Roller                                                                     | Röstläge                  | Premiärbesättning 27 januari 1932 (Dirigent: Zdeněk Chalabala) |
| -------------------------------------------------------------------------- | ------------------------- | -------------------------------------------------------------- |
| Don Juan                                                                   | tenor                     | Zdeněk Knittl                                                  |
| Donna Anna                                                                 | sopran                    | Marie Zaludová                                                 |
| Kommendören                                                                | bas                       | Vladimir Jedenáctík                                            |
| Nunna/Marguerite/Kvinna                                                    | sopran                    | Bozena Zlábková                                                |
| La Morte (Döden)                                                           | mezzosopran               | Marie Hloušková                                                |
| Arlecchino                                                                 | baryton                   | Géza Fischer                                                   |
| Skuggor                                                                    | 3 sopraner, 3 kontraaltar |                                                                |
| Pierrot, Pierrette, Pulcinella, Pantalone, Colombina och Gigolo (Pantomim) |                           |                                                                |

## Handling
Operan är ingen strikt berättad historia, utan snarare en löst sammansatt berättelse i tio namngivna scener. Don Juan är förälskad i Döden personfierad av La Morte, den enda kvinnan han ännu inte har lyckats förföra. Skuggorna (sex kvinnor) fungerar som en grekisk kör och kommenterar handlingen och Don Juans förflutna.

### Akt 1

#### Scen 1Nocturne
Skuggorna sjunger om Don Juans sexuella erövringar och La Mortes passion för honom. Till ljudet av en soloflöjt kommer Don Juan in i ett mörkt, övergivet hus för att förföra ytterligare en kvinna. Hennes extatiska stön hörs.

#### Scen 2Eldsång
Skuggorna sjunger om en kvinna vars åtrå till Don Juan är så stor att hon föreställer sig att hans kropp är eldfärgad.

#### Scen 3Midnattsmässa
Fast besuten att ompröva sitt syndiga leverne går Don Juans in i en kyrka under midnattsmässan men förförs av en nunna. La Morte spelar Gloria på orgeln medan ljudet av foxtrotmusik hörs utanför.

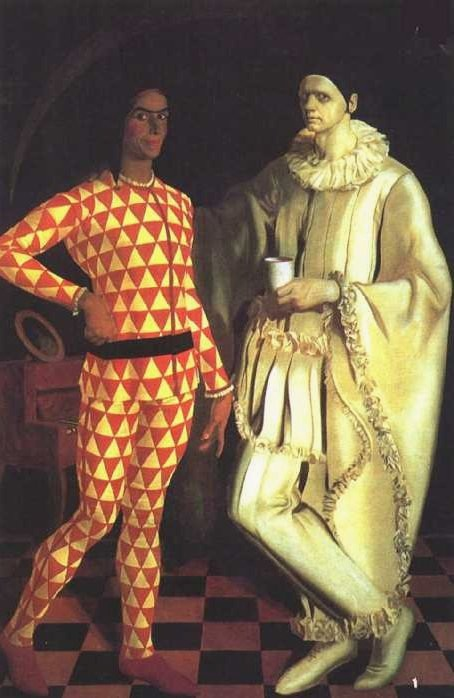
Arlecchino och Pierrot
(Alexander Yakovlev, 1914)

#### Scen 4Chimaira
Don Juan bestiger ett berg av nakna kvinnokroppar. På toppen finner han La Morte som väntar på honom.

#### Scen 5Galleri
Don Juan kommer in ett galleri med statyer av män. Männen är hans döda förfäder, som till skillnad från honom lyckades finna lyckan.

#### Scen 6Dialog
Don Juan talar med en kvinna, samma som tidigare var nunna. Deras dialog avbryts då Don Juan får en syn av en annan kvinna vars kropp har eldsfärgen.

#### Scen 7StormochDialog med havet
Marguerite och Don Juan älskar under en storm. La Morte visar sig och dödar Marguerite. Don Juan står framför havet och berättar om sin dödslängtan.

### Akt 2

#### Scen 8Karnevalsnatt
Det är fettisdagen. I en trupp commedia dell'arte-mimare dansar Don Juan och Donna Anna en foxtrot. Arlecchino förutspår skräckscener som kommer att utspela sig vid midnatt. Donna Anna avvisar Don Juans närmande med orden "Du är döden själv", varpå han mördar Donna Annas make kommendören och hon begår självmord.

#### Scen 9Bankett
Don Juan försöker förgäves att återuppväcka Donna Anna medan en grupp nakna kvinnor börjar att dansa kring honom. Oförmögen att stoppa dem ropar han på La Morte och uttrycker sin längtan efter henne. Hon säger att han kommer vara henne närmare som levande än som död. Kommendören uttalar en förbannelse över Don Juan och dömer honom till att leva för evigt. När Don Juan hör förbannelsen skjuter han sig men i stället för att dö förvandlas han till en ännu yngre man.

#### Scen 10Nocturne
Dömd till att desperat leva om sitt liv om och om igen går Don Juan in i samma mörka hus som operan började i, ackompanjerad av soloflöjten, för att förföra ytterligare ett offer. La Morte och skuggorna lurar sjungande i mörkret. Operans sista ord uttalas av La Morte: "Räddningen är så avlägsen – igen".